# Sárospatak
Sárospatak este un oraș în districtul Sárospatak, județul Borsod-Abaúj-Zemplén, Ungaria, având o populație de 12.942 de locuitori (2011). 

## Demografie
Componența etnică a orașului Sárospatak
     Maghiari (92,62%)
     Romi (3,3%)
     Germani (2,01%)
     Necunoscut (0,93%)
     Alții (1,14%)
Componența confesională a orașului Sárospatak
     Romano-catolici (30,8%)
     Reformați (24,37%)
     Greco-catolici (11,36%)
     Fără religie (4,2%)
     Necunoscută (28,6%)
     Alte religii (2,21%)
Conform recensământului din 2011, orașul Sárospatak avea 12.942 de locuitori. Din punct de vedere etnic, majoritatea locuitorilor (92,62%) erau maghiari, existând și minorități de romi (3,3%) și germani (2,01%). Apartenența etnică nu este cunoscută în cazul a 0,93% din locuitori. Nu există o religie majoritară, locuitorii fiind romano-catolici (30,8%), reformați (24,37%), greco-catolici (11,36%) și persoane fără religie (4,2%). Pentru 28,6% din locuitori nu este cunoscută apartenența confesională.